# Idaea brunneofasciata
Idaea brunneofasciata är en fjärilsart som beskrevs av W. Warren 1904. Idaea brunneofasciata ingår i släktet Idaea och familjen mätare. Inga underarter finns listade i Catalogue of Life.